# Valeria Bruni Tedeschi
Valeria Bruni Tedeschi (Turijn, 16 november 1964) is een Italiaanse actrice en regisseuse.

## Levensloop
Bruni Tedeschi komt uit een artistiek gezin: haar vader was componist en kunstverzamelaar, haar moeder is concertpianiste Marisa Borini (1930), haar drie jaar jongere halfzuster is zangeres en voormalig model Carla Bruni, tevens echtgenote van de Franse voormalig president Nicolas Sarkozy. Vanaf haar negende groeide Bruni Tedeschi in Frankrijk op.
Na haar opleiding aan een Franse toneelschool verwierf ze in 1987 haar eerste hoofdrol. In 2003 debuteerde ze als regisseuse met de filmkomedie Il est plus facile pour un chameau...

## Prijzen
Bruni Tedeschi won viermaal de David di Donatello per la migliore attrice protagonista, de prijs voor beste actrice van de Premi David di Donatello. Daarnaast werd ze nog een vijfde maal genomineerd. De overwinningen waren voor La seconda volta in 1996, La parola amore esiste in 1998, Il capitale umano in 2014 en La pazza gioia in 2017 ,met een bijkomende nominatie in 2013 voor Viva la libertà. In 2014 was ze genomineerd bij de 27e Europese Filmprijzen als beste actrice, eveneens voor Il capitale umano.
Daarnaast kreeg ze in 1994 de César voor beste jong vrouwelijk talent voor haar rol in Les gens normaux n'ont rien d'exceptionnel uit 1992. Vijf jaar later was ze genomineerd voor de César voor beste vrouwelijke bijrol voor Mon homme. In 2011 won ze de Nastro d'Argento europeo voor Tutti per uno uit 2010, en in 2016 volgden een Nastro d'Argento Migliore attrice protagonista en een Nastro d'Argento Premio Shiseido voor de film La pazza gioia uit dat jaar.
Als regisseuse was ze genomineerd in 2004 voor een César voor beste debuutfilm voor haar film Il est plus facile pour un chameau...

## Filmografie
- 1987: Hôtel de France (Patrice Chéreau), als Sonia
- 1989: Storia di ragazzi e di ragazze (Pupi Avati), als Valeria
- 1990: La Baule-les-Pins (Diane Kurys), als Odette
- 1991: Fortune Express (Olivier Schatzky), als Corinne
- 1991: L'Homme qui a perdu son ombre (Alain Tanner), als Anne
- 1992: Les gens normaux n'ont rien d'exceptionnel (Laurence Ferreira Barbosa), als Martine
- 1993: Condannato a nozze (Giuseppe Piccioni), als Gloria
- 1994: La reine Margot (Patrice Chéreau), als courtisane
- 1994: Poisson rouge (Cédric Klapisch), als jong meisje
- 1995: Mon homme (Bertrand Blier), als Sanguine
- 1995: La seconda volta (Mimmo Calopresti), als Lisa Venturi
- 1995: La Haine (Mathieu Kassovitz), als bedelaar in de metro
- 1996: Nénette et Boni (Claire Denis), als bakkersvrouw
- 1998: La parola amore esiste (Mimmo Calopresti), als Angela
- 1998: Ceux qui m'aiment prendront le train (Patrice Chéreau), als Claire
- 1998: La Balia (Marco Bellocchio), als Vittoria Mori
- 1998: Au cœur du mensonge (Claude Chabrol), als commissaris Frédérique Lesage
- 2001: Ten Minutes Older: The Cello (Bernardo Bertolucci) - deel "Histoire d'eaux"
- 2002: Il est plus facile pour un chameau... È più facile per un cammello... (Valeria Bruni Tedeschi), als Federica
- 2003: 5x2 (François Ozon), als Marion
- 2006: A Good Year (Ridley Scott), als notaris Natalie Auzet
- 2007: Actrices (Valeria Bruni Tedeschi), als Marcelline
- 2008: Les Regrets (Cédric Kahn), als Maya
- 2010: Baciami ancora (Gabriele Muccino), als Adele
- 2010: Tutti per uno (Romain Goupil), als Cendrine
- 2013: Un château en Italie (Valeria Bruni Tedeschi), als Louise
- 2013: Viva la libertà (Roberto Andò), als Danielle
- 2014: Il capitale umano (Paolo Virzi), als Carla Bernaschi
- 2014: Saint Laurent (Bertrand Bonello), als mevrouw Duzer
- 2015: Asphalte (Samuel Benchetrit), als verpleegster
- 2016: La pazza gioia (Paolo Virzì), als Beatrice
- 2016: Ma loute (Bruno Dumont), als Isabelle Van Peteghem

- Bibsys: 5089429
- Biblioteca Nacional de España: XX1718914
- Bibliothèque nationale de France: cb14041303n (data)
- Catàleg d'autoritats de noms i títols de Catalunya: 981058515487006706
- Gemeinsame Normdatei: 132237334
- International Standard Name Identifier: 0000 0001 2118 840X
- Library of Congress Control Number: no2008162073
- MusicBrainz: c1aef847-1127-432c-b433-e0b763f5e6c0
- Nationale Bibliotheek van Tsjechië: xx0175967
- Nationale Bibliotheek van Israël: 987007378844405171
- Nederlandse Thesaurus van Auteursnamen: 226007359
- Istituto Centrale per il Catalogo Unico: MILV193395
- Système universitaire de documentation: 060398000
- Virtual International Authority File: 5133173
- WorldCat: E39PBJxMkBQKk9XpHqdJ9DRtKd